# Пиксел (смартфон)
„Пиксел“ (на английски: Google Pixel, Pixel XL) е модел смартфон с операционна система Android, проектиран и пуснат на пазара от „Гугъл“. Обявен е на 4 октомври 2016 г. и е с новата версия на Android – 7.1 Nougat.

## Спецификация

### Хардуер
Pixel има алуминиев корпус със стъклен панел на задната част, където са камерата и сензорът за пръстови отпечатъци. Телефонът има USB Type-C конектор, поддържащ USB 3.0 за захранване и обмен на данни. Телефонът е оборудван с 3,5-мм жак за слушалки, за разлика от конкурентните смартфони на Apple – iPhone 7, които не предлагат такъв. Pixel и Pixel ХL използват едночипова система Qualcomm Snapdragon 821 с 4 GB оперативна памет и се предлагат с 32 GB или 128 GB UFS 2.0 вътрешна памет.
Двата модела се различават по размерите на дисплея и батерията; нормалният Pixel e с 5-инчов 1080p AMOLED дисплей и 2770 mAh батерия, докато Pixel XL е с 5,5-инчов 1449p AMOLED дисплей и 3450 mAh батерия.
Pixel с 12,3-мегапикселова задна камера, която използва F/2.0 бленда и Sony IMX378 сензор с 1,55 μm пиксели. В тази камера се използва цифрова система за стабилизиране на изображението, използваща жироскоп и датчици за движение при честота на отчитане 200 Hz.

### Софтуер
Pixel и Pixel XL са с Android 7.1 Nougat. Поддържат Google Assistant и имат достъп до пълната техническата поддръжка и услуги, интегрирани в операционната система. Подобно на Nexus устройствата, те получават Android актуализациите директно от Google. Pixel поддържа също така Google Daydream платформата за виртуална реалност.